# 李润山
李润山（1955年—），山西临猗县人，中华人民共和国政治人物。
山西省委党校函授本科。1990年7月任芮城县副县长；2001年3月任稷山县委副书记、县长，2004年5月任稷山县委书记，因为涉嫌当地官商勾结圈地，而被下属撰文举报，为稷山文案。此案却导致举报人被判刑，李润山不降反升。2009年12月，任运城市盐湖区委书记；2010年12月任山西省禹门口水利工程管理局局长、党委书记；2012年9月任山西省水利厅副巡视员。